# Nasce Água
Nasce Água é um grupo de nascentes de água doce de elevada qualidade e caudal localizado na vertente sul da Serra do Morião, nos arredores da cidade de Angra do Heroísmo (Açores). As nascentes da Nasce Água localizam-se na zona de contacto entre dois domos traquíticos, numa região fracturada por diversas falhas geológicas radiais instaldas no flanco sul do vulcão de Guilherme Moniz. O aquífero que as alimenta é recarregado no interior da caldeira de Guilherme Moniz, recebebendo também contributos dos flancos sul da Serra do Morião. Ao fornecer água para consumo humano e força motriz para azenhas, a existência deste grupo de nascentes foi determinante no povoamento da ilha Terceira estando na génese da actual cidade de Angra do Heroísmo.

## Descrição
As nascentes da Nasce Água localizam-se na vertente sul da Serra do Morião, a sensivelmente 250 metros de altitude acima do nível médio do mar. As nascentes desenvolvem-se ao longo de uma série de falhas que cortam as formações traquíticas do flanco sul do Vulcão de Guilherme Moniz, inserindo-se na categoria das «nascentes de fissura» Estes pontos de água correspondem a descargas do aquífero da Nasce Água, o qual tem a sua principal  recarga no interior da caldeira de Guilherme Moniz e nos flancos do quadrante sul da Serra do Morião.
As nascentes são captadas para abastecimento público desde os finais do século XV, sendo delas que partia a levada que abastecia a Ribeira dos Moinhos e o Cano Real, estruturas que foram fundamentais para o desenvolvimento urbano da cidade de Angra. As actuais captações constituem uma das principais fontes de água utilizadas para abastecimento doméstico no concelho de Angra do Heroísmo, com um caudal médio total da ordem dos 70 l/s a serem aduzidos para a cidade.
A captação principal consiste numa galeria, cujo comprimento não ultrapassa os 50 m, ao longo das qual a água surge em pequenas fracturas que existem no material rochoso. As nascentes apresentam um caudal relativamente estável, o que evidencia um aquífero profundo, provavelmente coincidente com o fundo da caldeira. A água é recolhida por uma calha única, localizada na base da galeria, impermeabilizada com betão.